# Alexander Koester
Pour les articles homonymes, voir Koester.
Alexander Koester, né le 10 février 1864 à Bergneustadt dans la province de Rhénanie et mort le 21 décembre 1932 à Munich dans le land de la Bavière, est un peintre allemand. Il est connu pour ses peintures de canards.

## Biographie
Il naît à Bergneustadt en 1864. Fils d'un fabricant de bonneterie, il est apprenti dans une pharmacie à Wintzenheim, près de Colmar. Après son apprentissage, il s'inscrit à l'académie des beaux-arts de Karlsruhe et, en 1885, étudie l'art et la peinture auprès de Karl Hoff et de Claus Meyer. En 1889, il effectue plusieurs voyages à l'étranger et visite notamment les Pays-Bas. Il découvre également la vallée de l'Ötztal et la rivière de l'Inn.
Il termine ses études en 1896. Il s'installe dans la ville de Chiusa (également connu sous le nom allemand de Klausen) et devient peintre. Sur place, il vit dans une villa de style Art nouveau qui porte son nom. Il se spécialise dans la peinture de paysages et d'oiseaux aquatiques, comme les oies, les cygnes, les canards et les espèces apparentées, animaux qu'il peint seul ou en groupe dans un large éventail de situations et de couleurs. Il réalise des voyages en Haute-Bavière et au lac de Constance pour développer son art. En 1915, Chiusa est touché par la Première Guerre mondiale. Il déménage alors à Dießen am Ammersee en Haute-Bavière.
Durant sa carrière, il a notamment été membre de l'association des artistes de Munich et ami avec le peintre Spyridion Vikatos (de) qui réalise un portrait de lui. Il reçoit en 1902 une médaille d'or à la grande exposition d'art de Berlin. Il reçoit une nouvelle médaille à l'exposition universelle de 1904 qui se déroule à Saint-Louis dans le Missouri.
Il décède à Munich en 1932.
Ces œuvres sont notamment visibles à la Neue Pinakothek à Munich, au Kunstsammlung Nordrhein-Westfalen à Düsseldorf, au musée des collections d'art à Bucarest, au Frye Art Museum (en) à Seattle et au musée des arts de Chiusa.

## Galerie

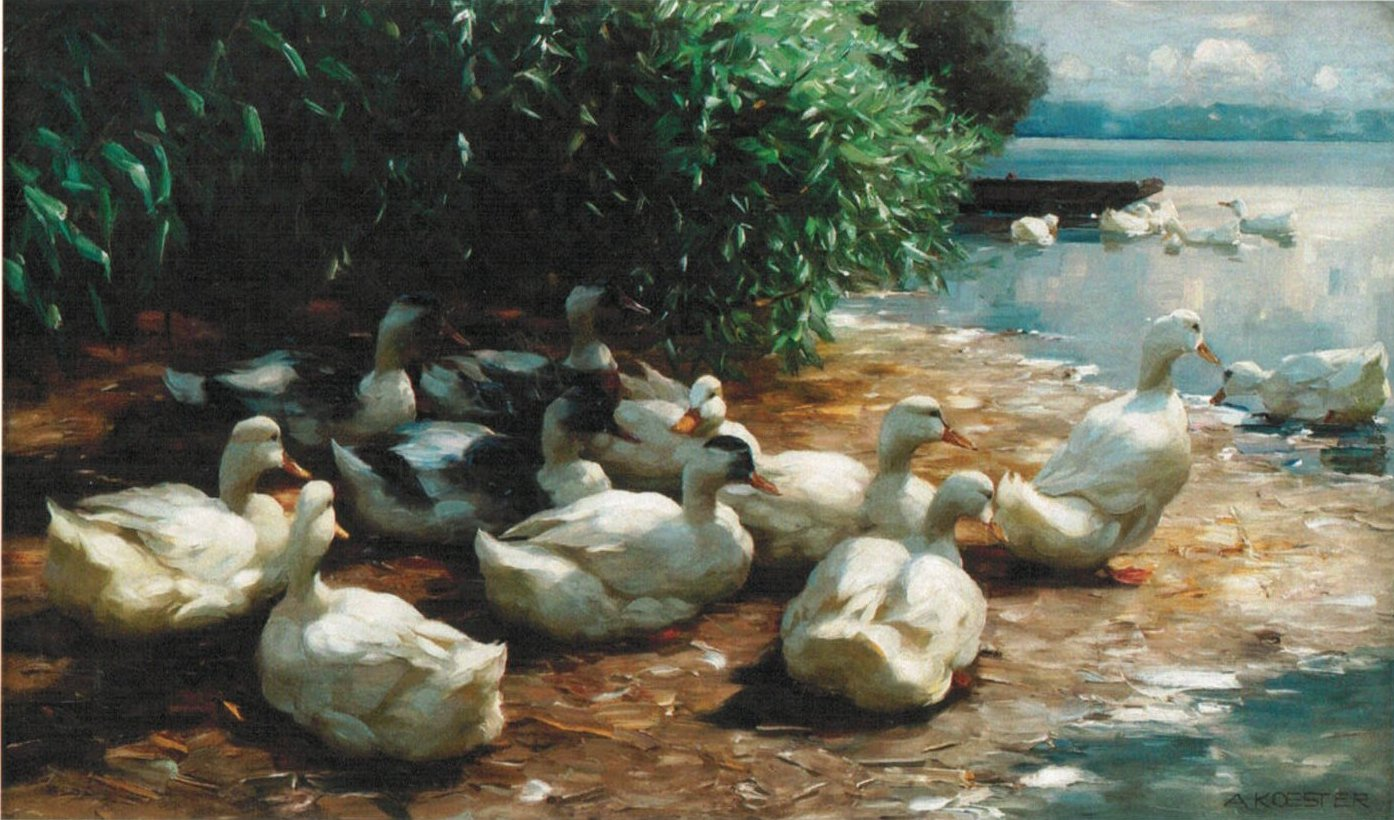
Canards sur la rive d'un lac (sans date)
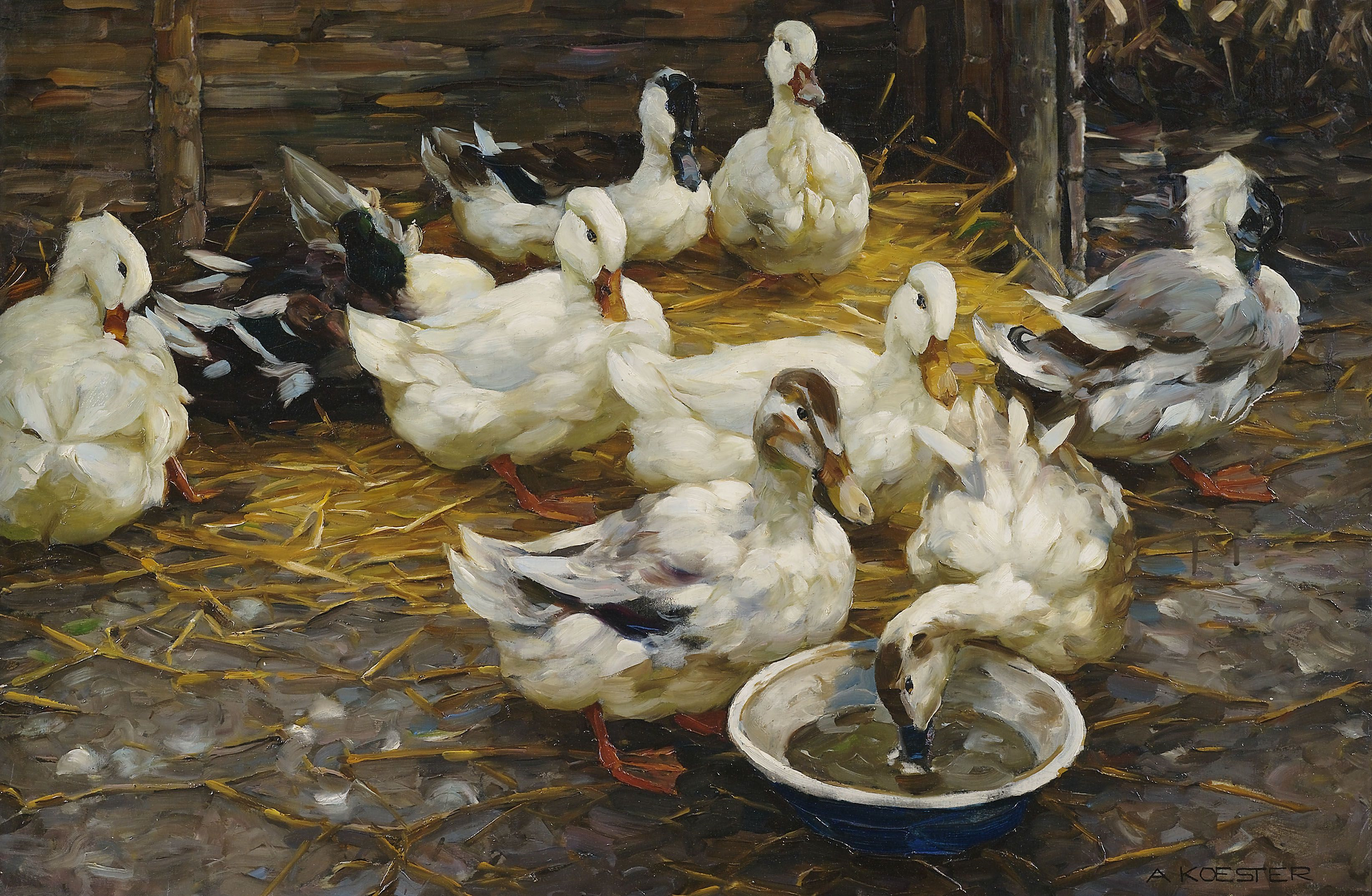
Canards sur paille (sans date)
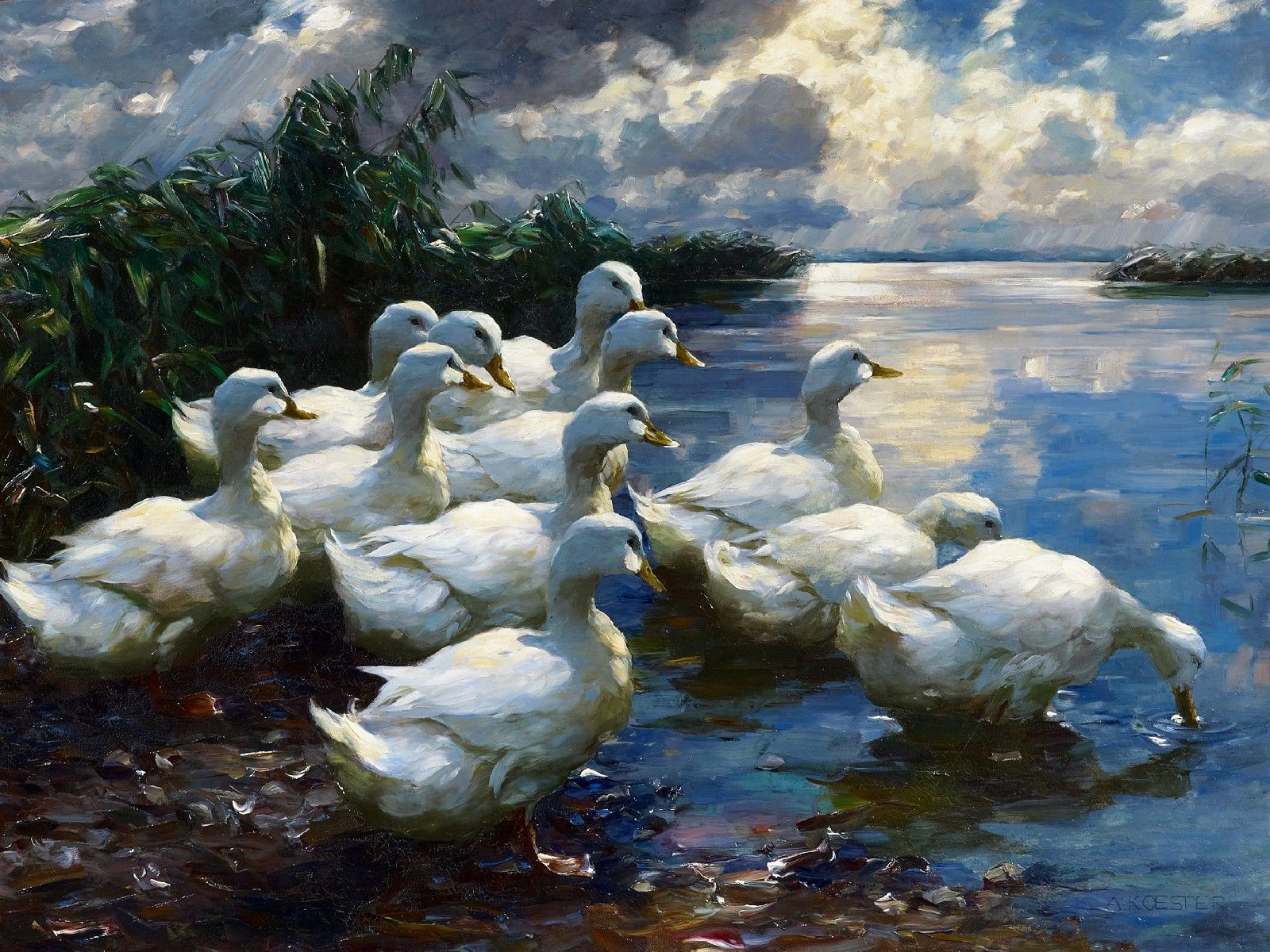
Canards sur la rive du lac de Constance (sans date)
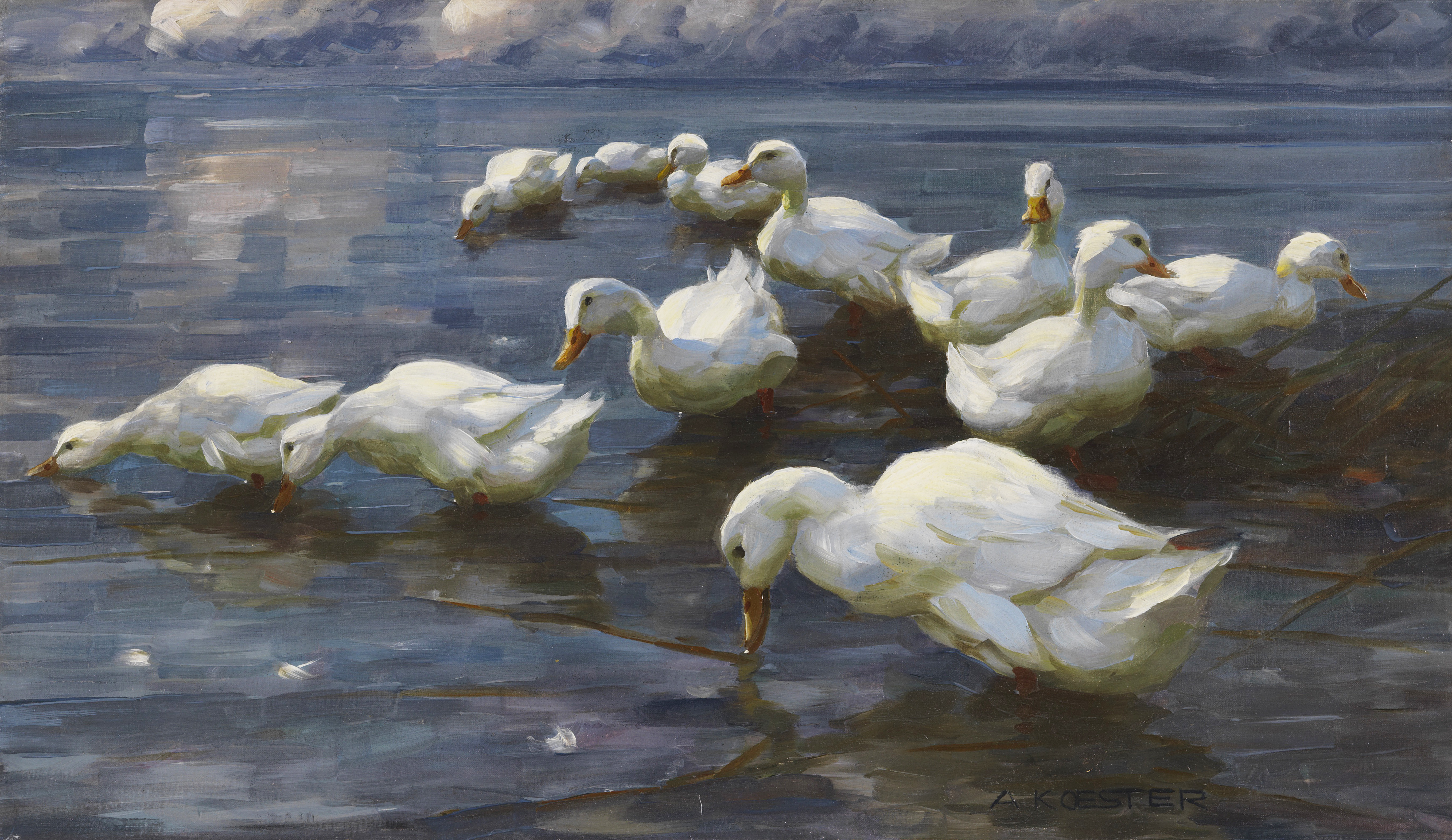
Canards sur la rive du lac (entre 1909 et 1913)
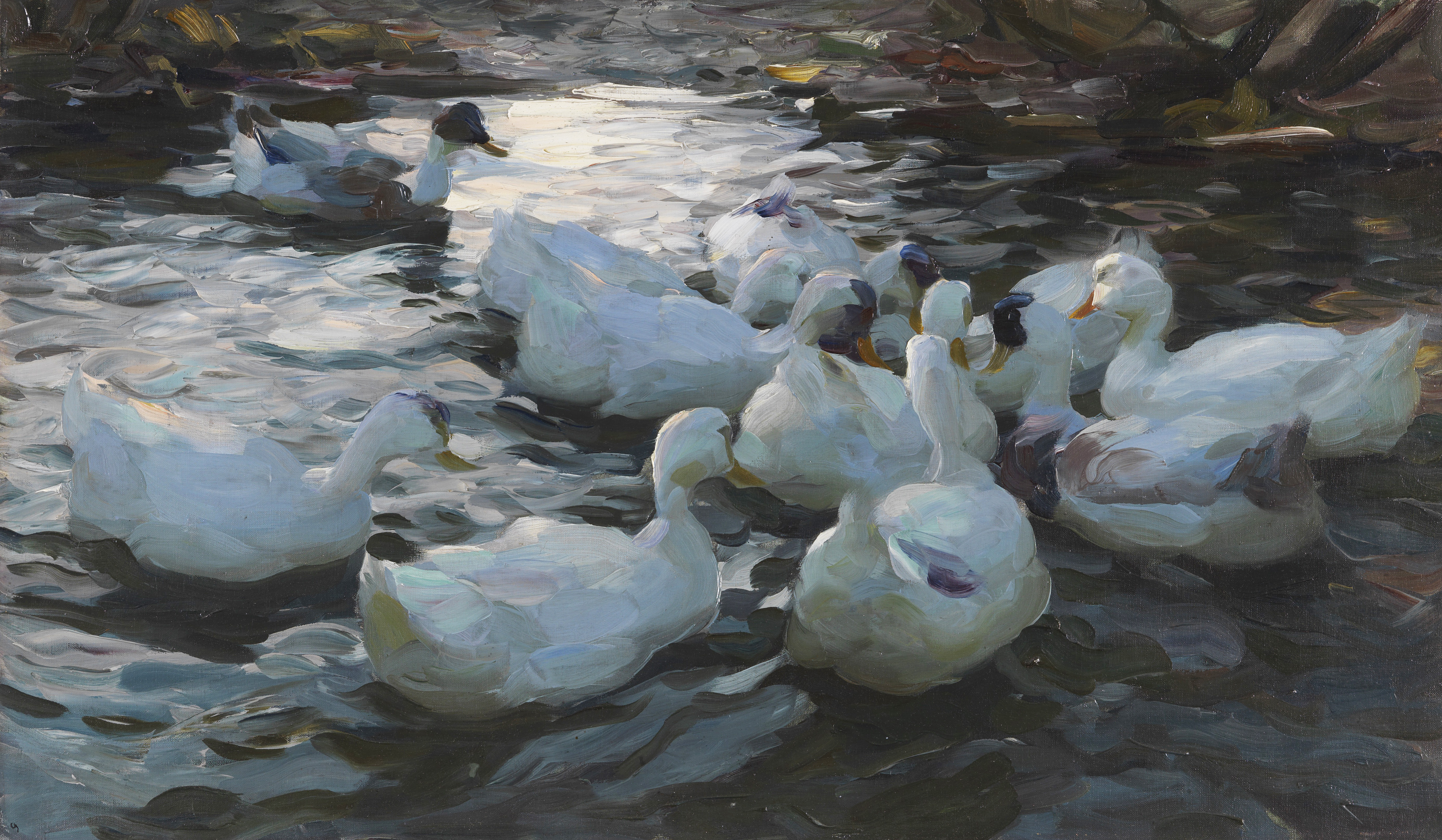
Onze canards sur l'eau (entre 1915 et 1932)
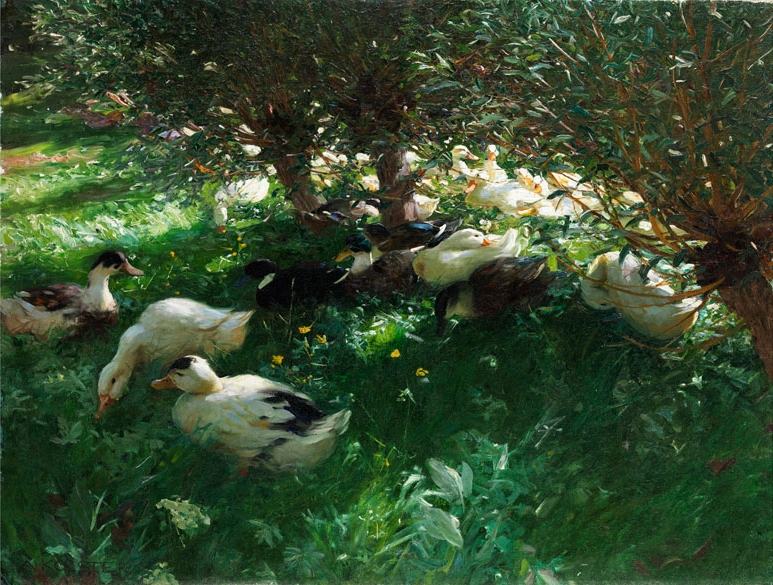
Canards sur l'herbe (sans date)
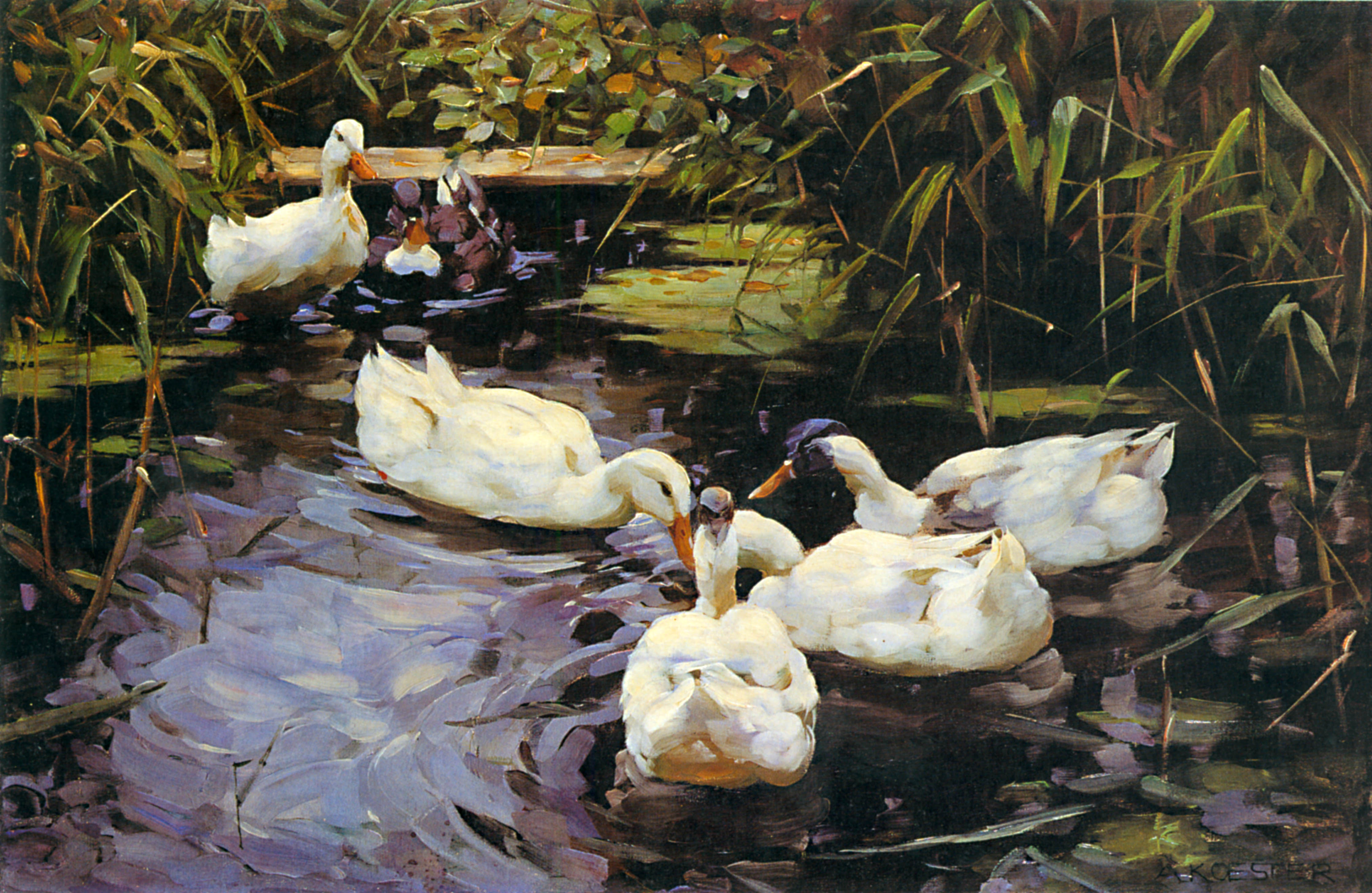
Canards sur un étang de roseaux (vers 1890)
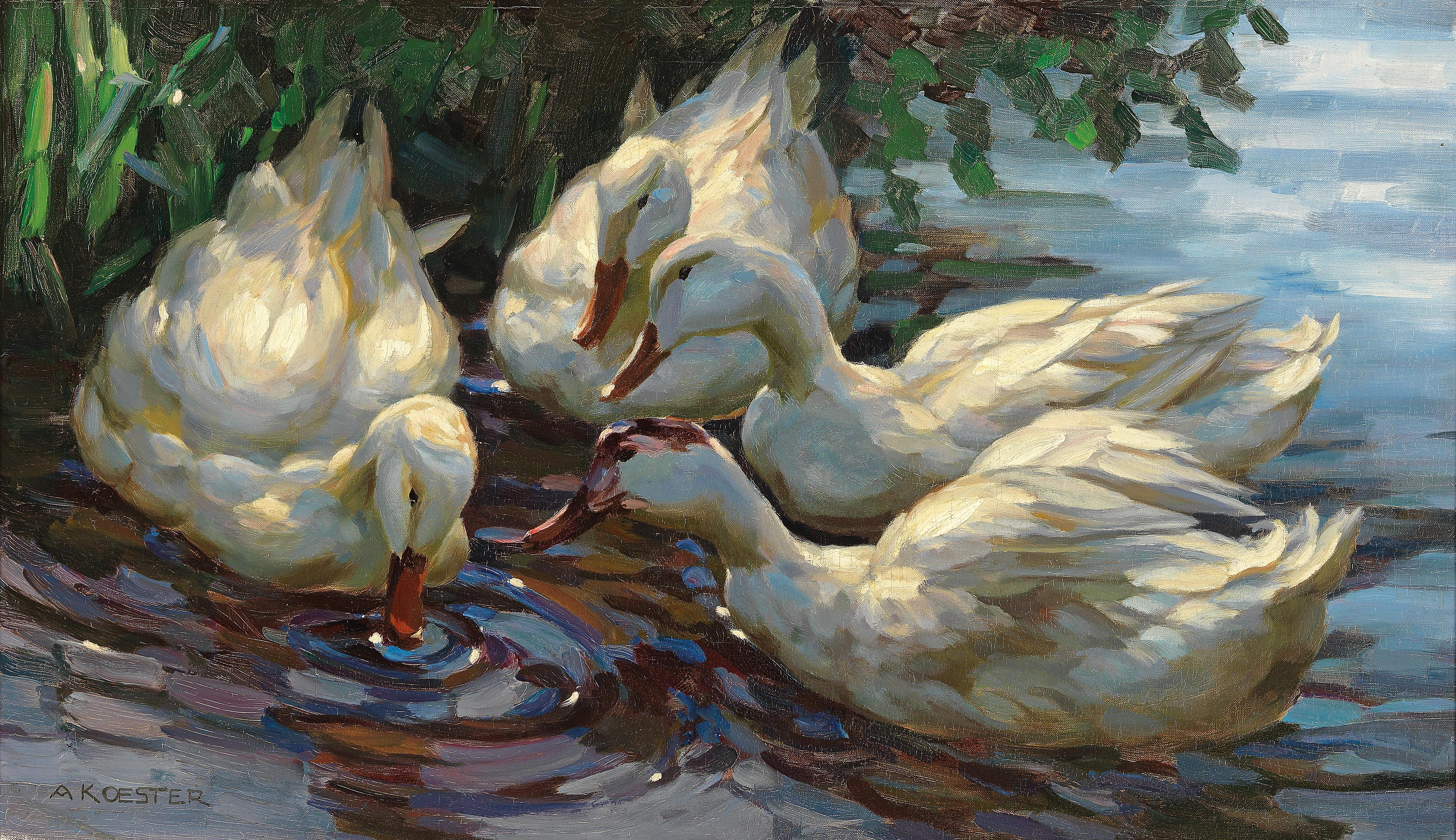
Canards sur le lac (sans date)
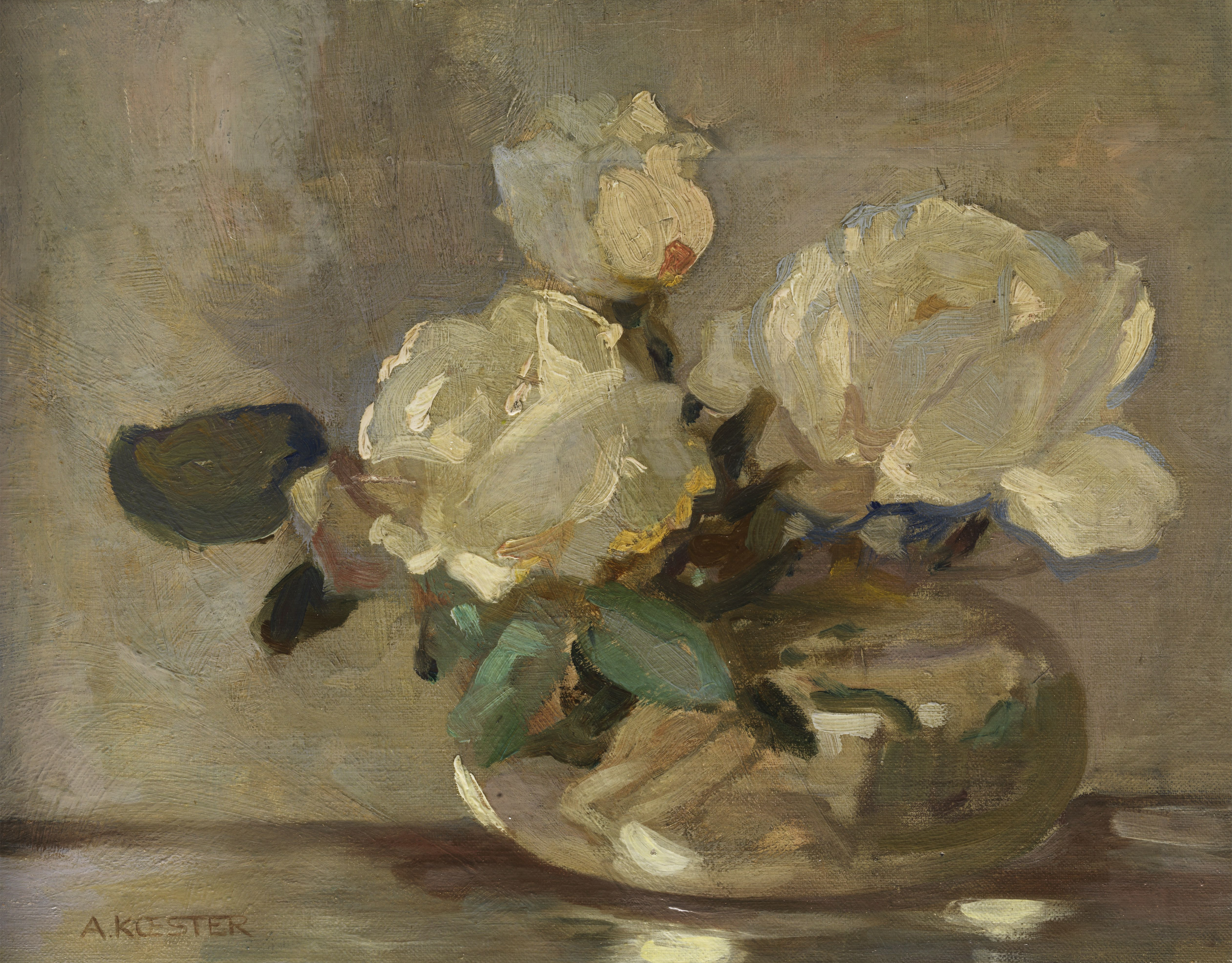
Nature morte (sans date)
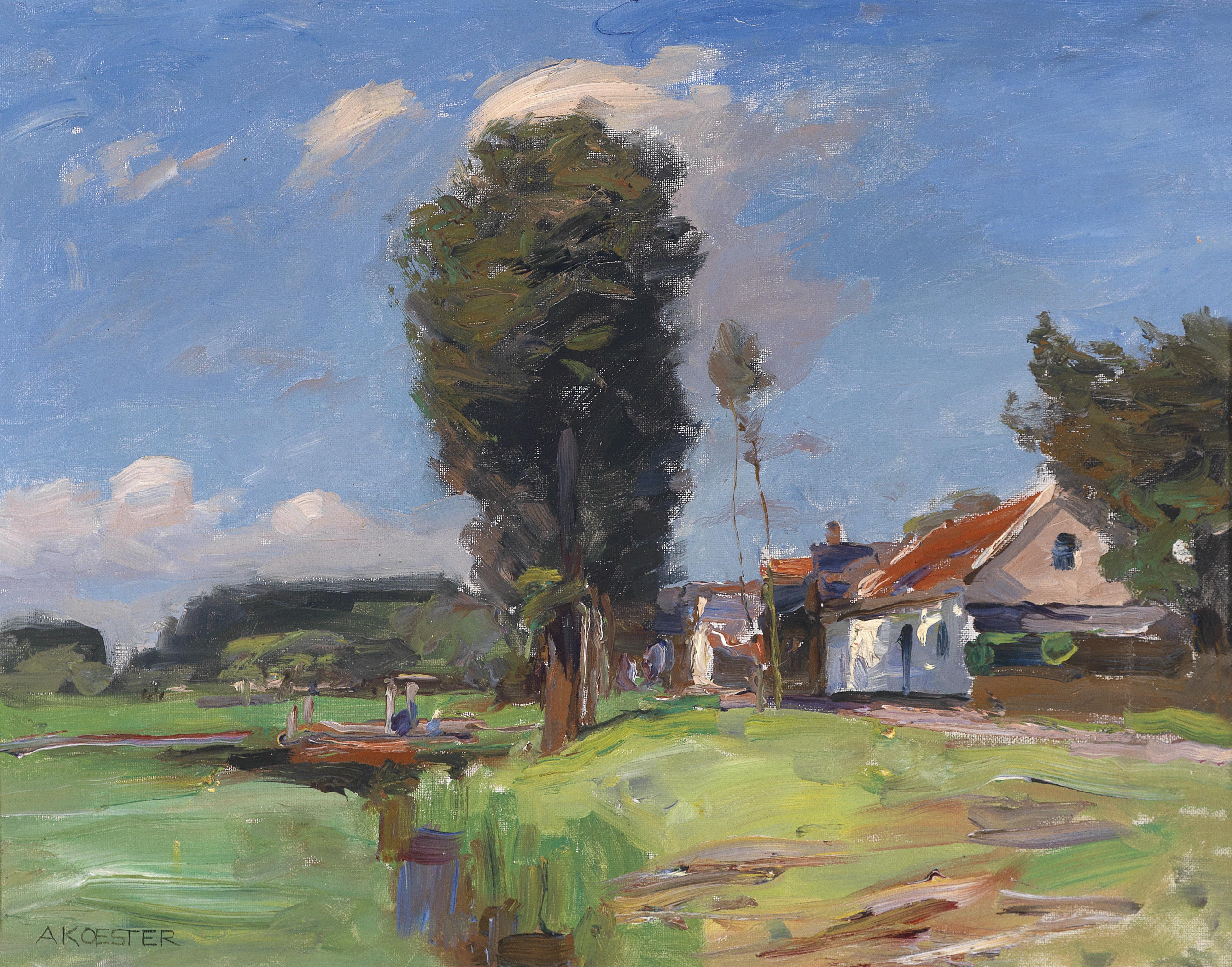
Un canal en Hollande (sans date)
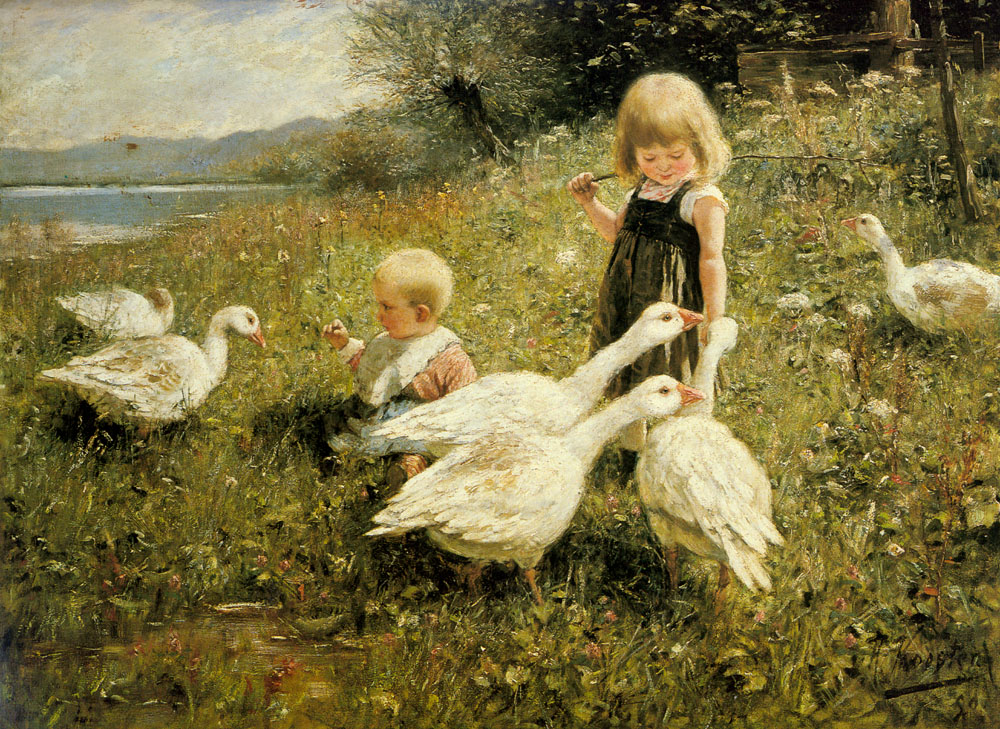
Le nourrisage des oies (1890)
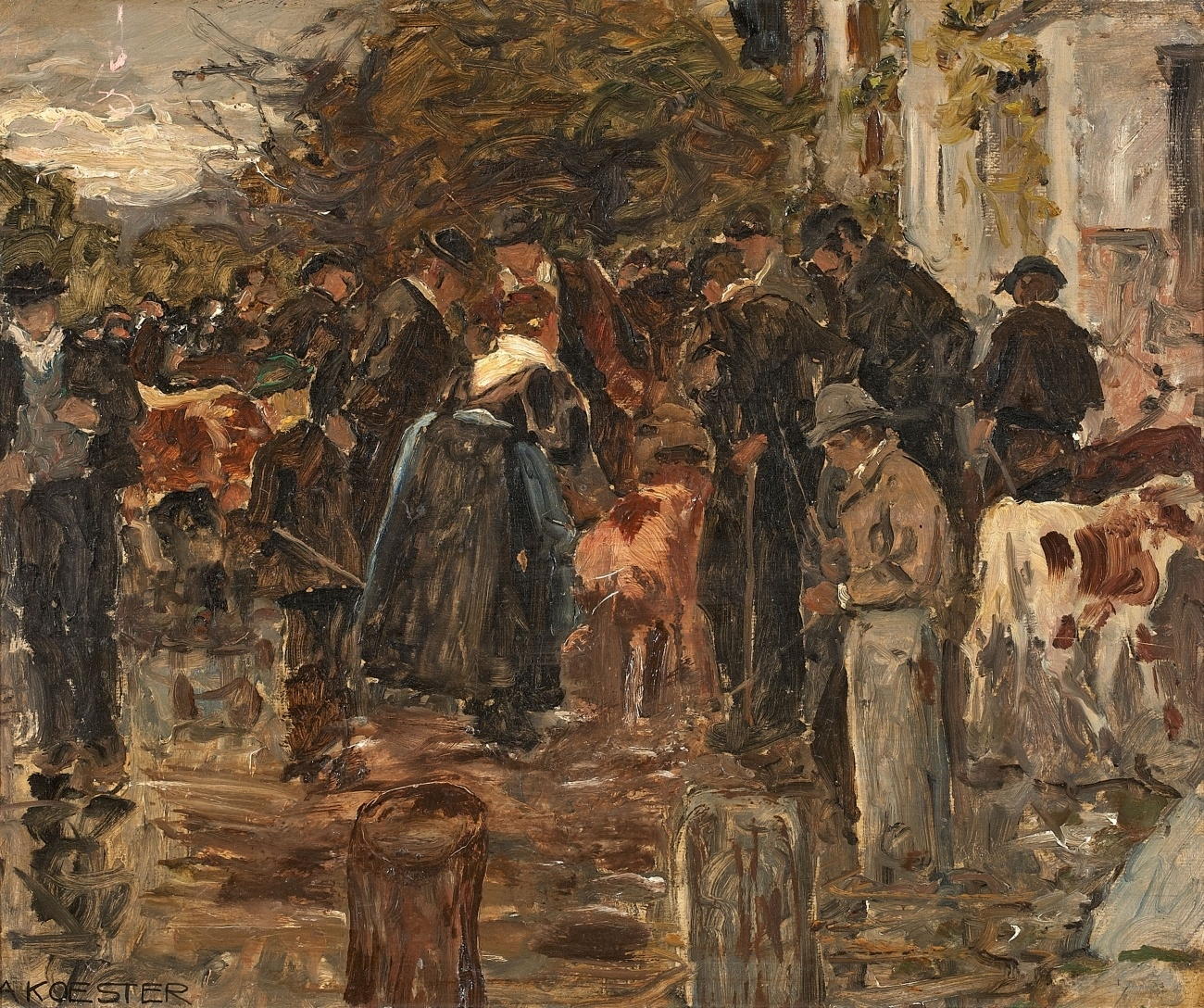
Marchands de bétails tyroliens (sans date)
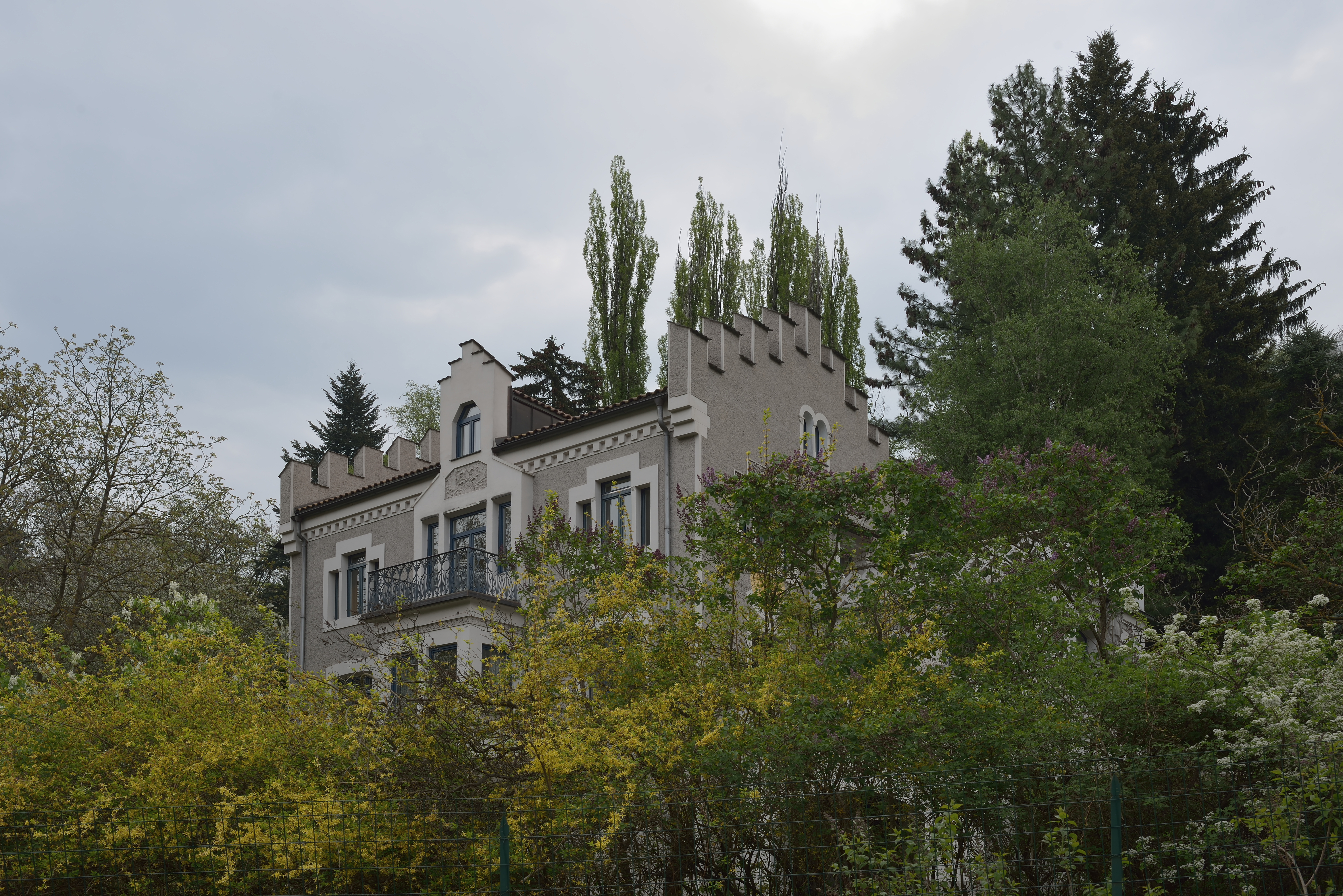
La villa Koester à Chiusa en 2014.
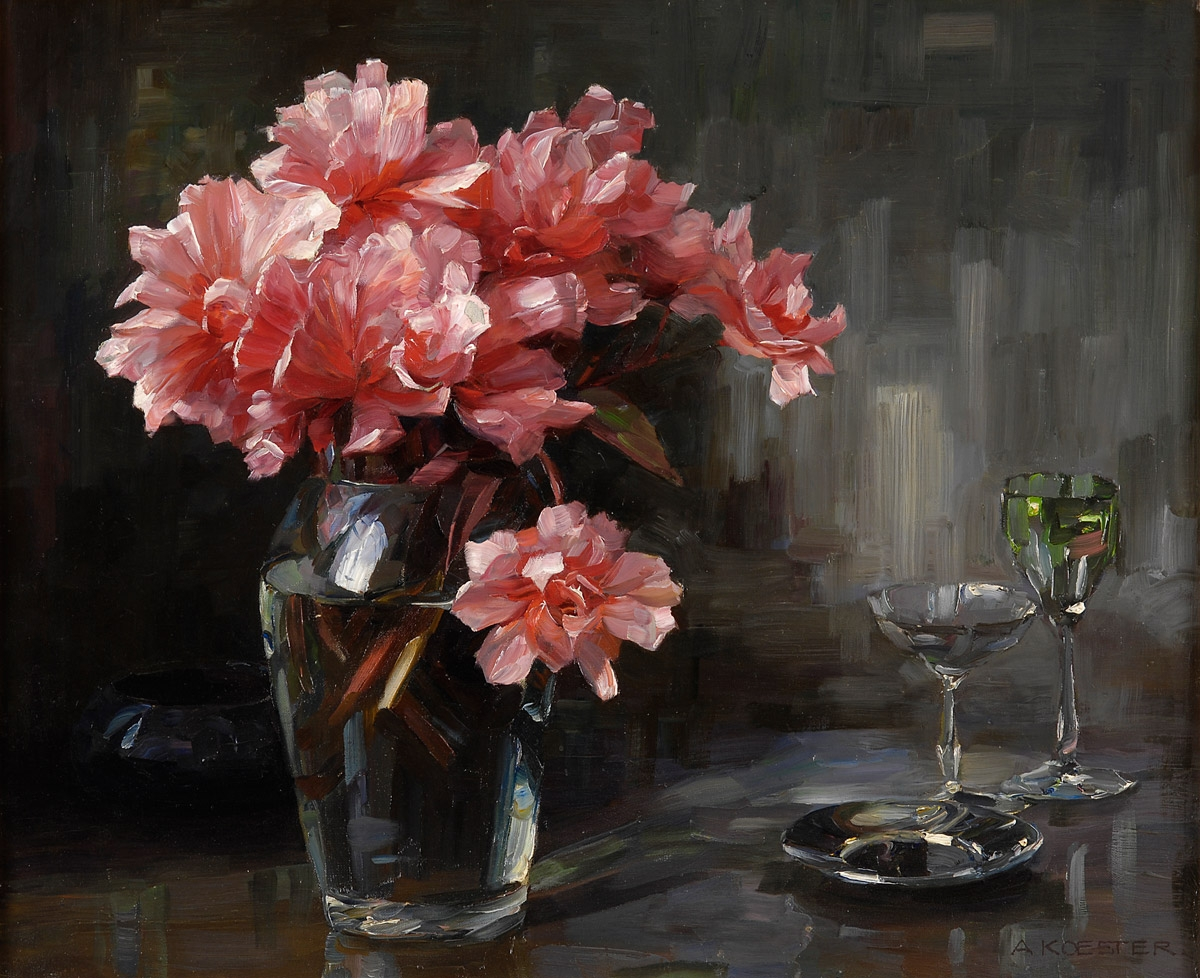
Nature morte (sans date)